# Castagnole Piemonte
Castagnole Piemonte (piemontesisch Castagnòle) ist eine Gemeinde in der italienischen Metropolitanstadt Turin (TO), Region Piemont.

## Lage und Einwohner
Castagnole Piemonte liegt 25 km südwestlich von Turin und hat 2197 Einwohner (Stand 31. Dezember 2023). Das Gemeindegebiet umfasst eine Fläche von 17 km². 
Die Nachbargemeinden sind None, Piobesi Torinese, Scalenghe, Osasio, Virle Piemonte, Cercenasco und Carignano.

## Geschichte
Der Name Castagnole leitet sich von „Kastanie“ ab, wie das auch auf dem Gemeindewappen zu sehen ist.

## Söhne und Töchter
- Giovanni Battista Pinardi (1880–1962), römisch-katholischer Geistlicher, Weihbischof in Turin
- Felicissimo Stefano Tinivella OFM (1908–1978), römisch-katholischer Geistlicher, Erzbischof von Ancona und Numana